# Не прощаюся
«Не прощаюся» — 16-а книга російського письменника Бориса Акуніна із серії «Новий детектив». Має підзаголовок «Пригоди Ераста Фандоріна в XX столітті. Частина друга».
За заявою автора — остання книга з циклу про Ераста Фандоріна. Вихід роману відбувся 8 лютого 2018 года .

## Публікація та історія створення
В інтерв'ю, що передують публікації книги, Акунін повідомляв, що йому залишилося написати лише один, останній роман про Фандоріна. 8 жовтня 2017 року Акунін повідомив, що закінчив роботу над серією творів про Ераста Фандоріна. Про це він написав у своєму Facebook.
|  | «Сповіщаю всіх зацікавлених осіб, що цього 8 числа десятого місяця 29 року епохи Хейсей закінчив останню книгу серії «Пригоди Ераста Фандоріна»… Роман повинен вийти 8 лютого 2018 р. в 20-ту річницю публікації першої фандорінской книжки, роману «Азазель». |

1 січня 2018 року, за місяць до виходу книги, Борис Акунін в якості новорічного подарунка читачам опублікував першу главу роману на своїй сторінці в Facebook. З цієї глави стає відомо про те, що сталося з Фандоріним після подій, описаних в «Чорному місті».
Роман «Не прощаюся» вийшов 8 лютого 2018 року, в двадцяту річницю публікації першої книги фандоринского циклу, роману «Азазель».
Журналіст Денис Корсаков повідомляє, що розмови про створення цієї книги йшли вже давно,ще в кінці минулого століття. Лев Данилкін, нині лауреат «Великої книги», а тоді — молодий і захоплений літературний критик, автор однієї з перших рецензій на тексти Акуніна, розповів, що роман буде римейком «Ад'ютанта його превосходительства». Приблизно тоді ж виникла і первинна назва — «Все добре».

## Сюжет
У книзі з'являються персонажі з циклу «Смерть на брудершафт», і згадуються герої інших книг із серії «Пригоди Ераста Петровича Фандоріна». Зокрема, Олексій Романов-Октябрьський є повноцінним другим головним героєм роману, що складає біля половини тексту. Його сюжетна лінія присвячений тому, як будучи ідейно червоним, він проникає до білих.
Сюжет книги розгортається в непрості часи для Росії. Нещодавно пройшла лютнева революцію, до кінця не задихнувшись готова запалати знову. 1918 рік. У першому розділі описано, що Фандорін вижив після поранення, отриманого в Баку («Чорне місто»), але впав у кому на 3 роки 8 місяців і 28 днів. Масі, який доглядав за ним кілька років, довелося їхати з паном з Самари. На поїзді по дорозі в Москву Маса зіткнувся зі спробою пограбування пасажирів. Невдалий постріл грабіжника припав на Фандоріна, пройшовши повз, тим самим витягнувши його з коми.
Ераст Петрович, повернувшись до життя з'являється в світі, де хороші люди раптом поділені на червоних і білих. Ераст зі своєю далекоглядністю вирішує не примикати до будь-якій стороні, а бути просто на стороні моралі. Автор намагається описати революцію з точок зору людських відносин. Люди знаходяться по різні боки революції симпатичні один одному, проте розхожі в уявленні про майбутнє Росії і для країни готові на все. Однак є і зворотна сторона, коли люди, різних моральних принципів, знаходяться по одну сторону барикад. Так наприклад контррозвідник Олексій Романов і революціонер Заєнко, або капітан Черепов.
Також книжка не бідна і на любовні сцени. 1919 рік. Провівши цілий рік в далекому монастирі на півночі Вологодської губернії, Фандорін пробирається в Севастополь, де на нього чекає Маса. В дорозі він зустрічає дівчину-скульптора Мону — дочку петербурзького лікаря-психіатра Єлизавету Анатоліївну Турусову (яку за загадковість усмішки, що нагадує про Мону Лізу, прозвала Моною її мати, Варвара Андріївна Турусова, до шлюбу Суворова, головна героїня роману «Турецький гамбіт»). Ераст Петрович, знову закоханий, а його вірний друг Маса вперше готовий заради своєї «коханої» на все. Любовних пригод Маси в книзі відведено зовсім небагато місця, зате кінцівка цих пригод здивує будь-кого.
Єлизавета Третя або Мона, змогла зачарувати Ераста Петровича їх любовним пригодам, автор присвячує куди більше часу. Проте, любов в книзі не без сюрпризів.
У Харкові, в штабі Добровольчої армії, Ерасту Петровичу доводиться, зокрема, взяти участь в пошуках червоного шпигуна Павла Макольцева (Кольцова з фільму «Ад'ютант його превосходительства»). Диверсія змовників завершується вибухом дрезини, на якій Фандорін покинув Харків.
1921 рік. Маса і Мона, мати дворічного хлопчика, з'ясовують, хто винен в загибелі Фандоріна.

## Відгуки
Рецензія журналу «Афіша» має підзаголовок «що не так з останнім романом про Ераста Фандоріна». На думку рецензента, «головна біда нового акунінського детектива — то, що детектив не вдався. Цю претензію Акуніну пред'являли не раз, але в «Не прощаюся» все зовсім сумно. Розслідування або виявляється дріб'язковим (пропажа мішка зі швейними голками — ось справжнє справа для літнього сищика), або переривається черговим deus ex machina, або тоне в міріадах історичних подробиць, які Акуніну вдаються куди краще. Власне, якщо дивитися на «Не прощаюся» як на невибагливий історичний роман, то все цілком непогано (…) Акунін бере всі свої штампи і викручує їх до упору. Першими жертвами стають смак і почуття міри». Критик відзначає наявність численних відсилань до інших творів автора: «А ось що Акуніну несподівано вдається — це фансервіс, переморгування з шанувальниками. (…) Головна мета нового роману — не розповісти гарну історію, а зв'язати міцніше все головні цикли Акуніна. «Не прощаюся» завершує (але не дуже переконливо) сюжет про Ераста Петровича, перекидає місток до «Пригод магістра», стає кросовером з «Жанрами» і тієї ж «Смертю на брудершафт». І якщо сам по собі роман не вдався, то в ролі ще одного шматочка пазла працює на подив непогано. За двадцять років Акуніну вдалося не тільки написати кілька хороших, десяток стерпних і пару нікчемних романів, але і створити справжній книжковий всесвіт на манер коміксів Marvel».
Галина Юзефович назвала свою рецензію «Несправжній детектив». За її словами, роман писався явно не заради детективної інтриги: «основний предмет Акуніна на цей раз — звичаї Росії часів Громадянської війни. Переміщуючись з Самари в Москву, потім в віддалений північний монастир, а звідти до Харкова і Таганрог, Ераст Петрович проводить послідовну ревізію „чорної“ (анархістської), „зеленої“ (махновської), „білої“, „червоної“ і навіть „коричневої“ (кольору лайна) правд, що розривають країну на частини, і всі вони однаково непридатні і згубні». На її думку, величезний матеріал втиснутий в книгу шляхом нещадного ущільнення і стиснення: «як результат, всі кущі в романі рясніють роялями, пристрасна і довговічна любов зароджується в серцях героїв подібно удару блискавки, без найменшої прелюдії, багатообіцяючі нитки самим безсовісним чином обриваються, а яскраві персонажі (…) вимушено задовольняються лише камео». Вона також відзначає «обслуговування фанатів»: роман «явно розрахований в першу чергу на фанатську аудиторію і містить кілька приємних реверансів в її сторону». В її особистому рейтингу романів про Фандоріна книга поставлена на 13-е місце з 17: «Не то щоб хороший детектив, але цілком непоганий історичний роман про громадянську війну (куди краще тих, що виходять у Акуніна в останні роки в серії «История государства Российского»)».
Костянтин Мильчин пише: «облом. Нам обіцяли, що буде прощальна книга про Фандоріна, а це, виявляється, ще й проміжний роман про Олексія Романова, героя частини книг серії «Смерть на брудершафт» і ніби як «Шпигунського роману». Колись ходив анекдот, що фільм «Рембо V» буде одночасно фільмом «Роккі VI» і Сильвестр Сталлоне зніметься там відразу в двох ролях — і спецназівця, і боксера. То був анекдот, а тут Акунін здійснив щось порівнянне за масштабами, рідкісний в російській літературі приклад кросовера — під однією обкладинкою виявилися персонажі з нібито несумісних серій. Спершу Фандорін і Романов взагалі не перетинаються, але ближче до середини книги вони почнуть взаємодіяти і навіть протистояти один одному». На думку Мильчина, книга схожа не на класичні детективи, а на історичну прозу, якою Акуніну так подобається займатися останні роки. У книгу включені «фантазія на тему революції та Громадянської війни, невелике міркування про те, чому перемогли саме червоні і чи був шанс у інших сторін, включаючи анархістів (…). У підсумку герої мандрують з одного табору в інший, і всюди цікаво, скрізь одночасно добре і одночасно погано, всюди довгі пафосні промови. Останні, на жаль, замінюють собою дію, що до крайності сумно». Роман, за словами критика, розпадається на окремі епізоди, «єдина інтрига тут лише одна — як помре Фандорін». «Але, що особливо сумно, Фандорін більше не Фандорін. Він майже не розслідує, майже не думає, він в комі, то мовчить, то робить дітей, то десь вештається».
На думку рецензента «Російської газети», «завбачливий автор залишив собі лазівку, яка теоретично дозволяє в черговий раз воскресити героя», проте в те, що ця книга буде останньою з циклу — віриться, так як відчувається «втома матеріалу», Фандорін — як і його автор, розчарувалися в країні. «Росбалт» пише про те ж, докладно розвиваючи думку, що «закінчуючи 20-річну епопею, письменник, вже не живе в Росії, підводить риску під спробою злити ліберальні і консервативні почуття в одну ідеологію». «Комсомольська Правда» вважає, що це найсумніший роман про Фандоріна, також вказується на його слабкість: "Взагалі хтось напевно відразу скаже, що композиція «Не прощаюся» розвалюється на очах — але з іншого боку, там розвалюється абсолютно все, і Росія, і повстанські організації, і індивідуальні долі, і головний акунінський літературний проект, так що в цьому сенсі все цілком гармонійно».

## Дійові особи та прототипи
Видання проілюстровано підписаними фотографічними портретами прототипів, що відразу розкриває їх особистість.
- Віктор Саввін (Борис Савінков)
- Арон Воля (Всеволод Волін)
- Заєнко (Степан Саєнко)
- Гай-Гаєвський (Володимир Май-Маєвський)
- Павло Макольцев (Павло Кольцов, головний герой фільму «Ад'ютант його превосходительства», заснованого на автобіографії Павла Макарова)
- Актор-анархіст Громов-Невський (Мамонт Дальський)
- Єврей-гусар Лев Миркин (Олександр Виленкин)